# Bysantinska flottan

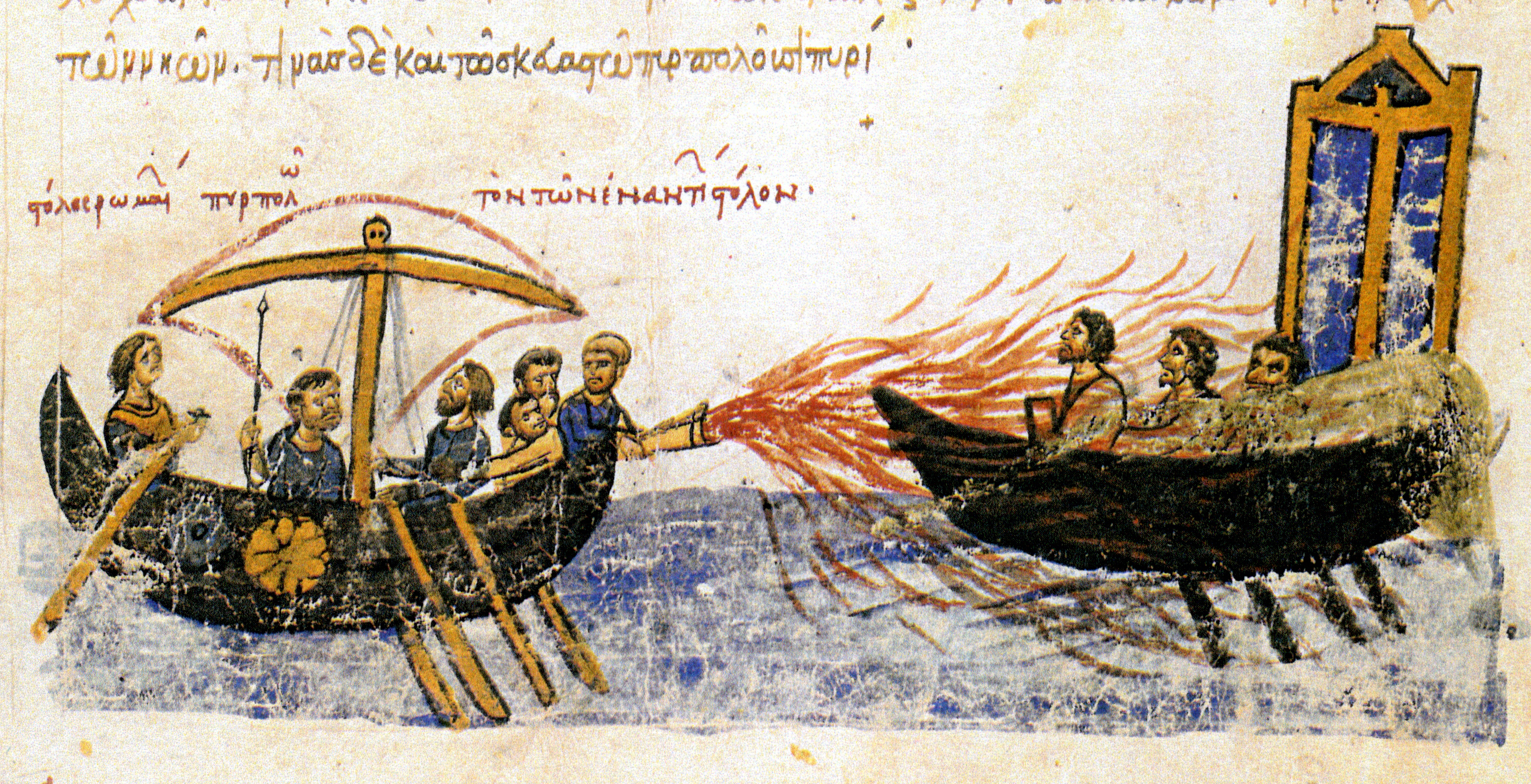
Grekisk eld, illumination från ett samtida manuskript (okänt datum).

Liksom det bysantinska riket gradvis växte fram ur det romerska riket (omkring 200-500 e.Kr.), ärvde den bysantinska flottan inledningsvis sin teknologi och sin organisation från den romerska flottan. På liknande vis var den bysantinska flottan som starkast under det bysantinska rikets storhetsperiod under den makedoniska dynastin (867-1056).

## Historia
År 323 besegrade Konstantin den store, då västromersk kejsare, sin östromerske rival Licinius flotta om 350 trirem med en flotta på 200 mindre och snabbare liburner. 
Hotet från vandalernas kungadöme i Karthago (428-534) tvingade de östromerska kejsarna att satsa stora resurser på sin flotta. 468 lyckades flottan uppbåda en styrka på 11 000 fartyg och 100 000 man, ett krigsföretag som slutade i en katastrof och nästan gjorde kejsardömet bankrutt.
626 belägrades Konstantinopel av en persisk-avarisk armé. Sedan den bysantinska flottan den 10 augusti vunnit en betydande seger till havs tvingades motståndarnas landstyrkor dra sig tillbaka med stora förluster.
Senare under 600-talet kom i stället hotet från araberna. 644 lyckades den bysantinska flottan återerövra Alexandria, om än bara temporärt. Araberna, ursprungligen ett ökenfolk, lärde sig därför snabbt bemästra krigföring till havs och 655 möttes flottorna utanför den lykiska kusten, ett slag som slutade med fullständig arabisk seger. I slaget vid Syllaeum på Marmarasjön 677 blev för första gången den grekiska elden avgörande i strid. Den arabiska flottan tvingades till reträtt och gick sedan under i en storm. 718 lyckades man häva den andra arabiska belägringen av Konstantinopel. 747 besegrades ett arabiskt sjöanfall från Alexandria. Araberna hade dock snart erövrat alla de större öarna i Medelhavet. 
Under sin storhetsperiod under den makedoniska dynastin (867-1056) återspeglade flottan rikets organisatoriska uppdelning mellan den kejserliga centralmakten och thema-guvernörerna. Den kejserliga flottan, som användes i krig, leddes av en drungarios, möjligen historiens första amiraler, och de tre thema-eskadrarna, stående styrkor som användes som en sjöpoliskår, av sina respektive strategoi. Den grekiska elden sköttes av särskilda siphonarioi. Under denna period slogs ett arabiskt anfall tillbaka utanför Dalmatiens kust 867. Himerus vann en viktig seger 905 på Egeiska havet och 912 besegrade han Leo av Tripoli utanför Lemnos. Flottan ockuperade 960 Kreta och 968 Cypern.
I slutet av 1000-talet utgjorde normanderna i södra Italien flottans främsta fiende. 1104 lyckades man erövra Laodikeia och andra kuststäder så långt bort som Tripoli. Vid denna tid hade dock det bysantinska rikets makt försvagats betydligt och de bysantinska kejsarna var till havs helt beroende av stöd från Republiken Venedig. Efter det fjärde korstågets erövring av Konstantinopel 1204 och under det efterföljande Latinska riket ockuperade den nicaeanska flottan Lesbos, Chios Samos och Ikaria. Sedan det bysantinska riket återupprättats 1261 var kejsarna tvungna att förlita sig helt på den genuanska flottan. Andronikos III försök att bygga upp en dyrbar egen flotta misslyckades.

## Fartyg
Skrivna källor uppger att dromonerna, de bysantinska galärerna, fanns i åtminstone tre utföranden: 
- Ousiako, som fått sin namn av Ousia, ett kompani om 100 man, var galärer om två rader av roddare där den övre deltog i strid när så krävdes
- Pamphylos, med en besättning på 120-160 man
- de egentliga dromonerna, med en besättning på 200 man: 50 på lägre däck, 100 på övre i två rader och 50 marinsoldater.